# 市政厅广场 (巴黎)
市政厅广场（法語：Place de l'Hôtel-de-Ville）是法国巴黎的一个广场，位于巴黎第四区。在1802年以前名为“格列夫广场”（Place de Grève）。其名称来源于法语词汇“grève”，意为位于海岸或河岸的覆盖砂石的平坦地带。这个广场是前往巴黎塞纳河右岸第一个码头的通道。
“格列夫广场”这一名称留在人们记忆中的主要原因是，此处是巴黎大部分死刑的行刑地点，设有绞架。维克多·雨果在《巴黎圣母院》中写道：“格列夫”是中世纪和旧制度司法的标志：残暴、腐败和不当。